# Ширганак
Ширганак (каз. Шырғанақ) — село в Кегенском районе Алматинской области Казахстана. Административный центр Ширганакского сельского округа. Код КАТО — 195877100.

## Население
В 1999 году население села составляло 1368 человек (694 мужчины и 674 женщины). По данным переписи 2009 года, в селе проживало 1495 человек (726 мужчин и 769 женщин).

## Топографические карты
- Лист карты K-44-39 Каркара. Масштаб: 1 : 100 000. Состояние местности на 1987 год. Издание 1991 г.